# Autoroute S5 (Géorgie)
Pour les articles homonymes, voir S5.
L'autoroute S5 (en géorgien : საერთაშორისო მნიშვნელობის გზა ს5,) est une autoroute partant de Tbilissi et se terminant à Lagodekhi  à la Frontière entre l'Azerbaïdjan et la Géorgie.
La route s'étire sur 160 kilomètres.

## Présentation
L'itinéraire commence à Tbilissi et se dirige vers l'est après l'aéroport de Tbilissi pour se terminer via Sagaredzjo au poste frontière avec l'Azerbaïdjan à Lagodekhi. 
Après la frontière entre l’Azerbaïdjan  et la Géorgie, la route est prolongée par la M5 jusqu'à Zaqatala et Yevlach.
La route est également connue sous le nom de « route de Kakhétie » et est l’une des rares autoroutes de à ne pas faire partie d’une route européenne.

## Tracé
- Tbilissi
- Sagaredjo
- Lagodekhi